# Династ
Династ (от др.-греч. Δυνάστης — властелин) — по древнему понятию, например, у Геродота, этим словом обозначались небольшие властители в негреческих землях. После взятия Константинополя крестоносцами в Греции этим словом назывались лица, занимавшие среднее место между графами и обычными дворянами, позже разница между династами и графами стёрлась.
От слова Δυνάστης произошло слово δυναστεία, которое в древнегреческом языке означало "власть", "господство". Однако, Аристотель употребляет это слово для обозначения особой формы государственного правления: разнузданной олигархии. «Династия» есть для него особая форма олигархии, которая относится к законной олигархии так же, как охлократия к демократии и тирания к монархии.
Такое понимание слова не было впервые установлено Аристотелем, но существовало уже и прежде. Фукидид использует его, говоря о фессалийцах, а в речи фивян — против платейцев, причём прибавляется, что эта государственная форма ближе всего стоит к тирании. Таким образом, «династия» обозначает первоначально противозаконную, насильственную власть немногих, одинаково отличную как от тирании, так и от олигархии. Поэтому следует, например, и так называемых «тридцать» в Афинах называть не «тиранами», но «династами».